# Саргин, Давыд Иванович
Давыд Иванович Саргин (15 февраля 1859, Москва — 18 марта 1921, там же) — русский историк шахмат и шашек, шахматный и шашечный общественный деятель, журналист, шашечный композитор, один из основоположников шашечной композиции.

## Общественная и издательская деятельность
Работал служащим в банке. С конца 1890-х годов полностью посвятил себя общественной и журналистской деятельности в области шахмат и шашек. Совместно с мужем своей сестры П. П. Бобровым издавал журнал «Шашечница», вскоре переименованный в «Шахматное обозрение» (1891—1893).
Автор многих статей по истории шахмат: «К истории шахмат в России» (1886, журнал «Радуга», совместно с М. Гоняевым), «М. К. Гоняев» (1892, «Шахматное обозрение»), «Немцы о шахматах в России» (1916, «Шахматный вестник») и других. Исторические исследования в области шахмат и шашек обобщил в капитальном труде «Древность игр в шашки и шахматы» (1916), где выдвинул гипотезу о проникновении шахмат на территорию Древней Руси из Ирана ещё до завоевания его арабами, которая, однако, не подтверждена современными археологическими, этимологическими и общеисторическими исследованиями.
Также проявлял интерес к стоклеточным шашкам, в том числе в области шашечной композиции.

## Семья, личная жизнь, дети
18 февраля 1891 года состоялось венчание Д. И. Саргина и Елизаветы Константиновны Туловской (1867—1928), несмотря не неодобрение этого брака отцом невесты.
У Елизаветы и Давыда родились дети:
Людмила (11.12.1891 — 16.11.1894), Михаил (03.07.1893 — 23.12.1983), Константин (11.10.1894 — 04.07.1940), Ольга (31.05.1897 — 21.01.1952), Пётр (10.12.1899 — 26.03.1976), Владимир (12.07.1901 — 25.02.1968).
Последние годы жизни провёл в городской усадьбе К. Ф. Ратхен — Е. А. Лютер — Саргиных, доставшейся ему по наследству от его отца, состоятельного хлеботорговца Ивана Саргина. Д. И. Саргин не связывал свои интересы с продолжением семейного бизнеса и Иван Саргин намеревался объявить наследниками своих внуков. Конфликт продолжался до самой кончины старшего Саргина, но после смерти отца Д. И. Саргин принимает сословное звание купца 2-й гильдии. И это позволяет ему продолжить популяризаторскую деятельность и подготовку его главного труда «Древность игр в шашки и шахматы» (1902—1915).
После Октябрьского переворота 1917 года принадлежность Д. И. Саргина к «социально-чуждому классу купечества» и расположение усадьбы всего в 10 минутах ходьбы от криминального Хитровского рынка осложнило жизнь его семьи и, по-видимому, вынуждало принимать дополнительные меры личной безопасности. Однако, в результате неосторожного обращения с револьвером Д. И. Саргин получил ранение кисти руки, что в условиях отсутствия антибиотиков и квалифицированной медицинской помощи привело к развитию сепсиса и смертельному исходу.
По утверждениям современников у Д. И. Саргина был тяжёлый характер и дети от него постепенно отдалялись. После смерти они даже не ходили на кладбище и только жена знала, где расположена могила мужа. Сведения о месте захоронения отсутствуют.

## Вклад в теорию шашек
Давыд Иванович разрабатывал принципы разыгрывания дамочных окончаний. В теории игры вошли термины:
- Деталь Саргина (международные шашки). Чёрная простая 45, задержанная белой простой 50 (или белая простая 6, задержанная чёрной простой 1).
- Позиция Саргина (русские шашки). Б.:Д.h2, пр.b4, c3; Ч.:Д.g1; при ходе белых — выигрыш, при ходе чёрных — ничья.

Знание принципов игры в позиции Саргина совместно с «Треугольником Петрова» и «Проводкой шашки c1(f8)» (методика проводки в дамки белой шашки c1 при наличии у черных простой шашки a3 и дамки) — являются фундаментальными навыками игры квалифицированного шашиста в окончании партии.
- В теории шашечных дебютов известен косяк Саргина. 1.c3-b4 b6-c5 2.g3-f4 f6-g5 3.b2-c3 g7-f6 4.c3-d4 …
- В 1895 во французском шашечном журнале «Le Jeu de Dames» было опубликовано 15 этюдов Д. Саргина[2].